# Zombie Apocalypse (film)
Pour plus de détails, voir Fiche technique et Distribution.
Zombie Apocalypse, ou 2012: Zombie Apocalypse, est un téléfilm d'horreur de zombies américain de 2011, réalisé par Nick Lyon et produit par Syfy et The Asylum. Il met en scène les acteurs Ving Rhames, Gary Weeks (en), Johnny Pacar, Robert Blanche, Anya Monzikova, Lesley-Ann Brandt et Taryn Manning. Il est sorti sur la chaîne Syfy le 29 octobre 2011. Il est sorti en DVD et Blu-ray le 27 décembre 2011.

## Synopsis
Le film commence par montrer les six mois précédant l'histoire dans des flashbacks. En juin 2011, une maladie appelée virus VM2 est découverte pour la première fois chez une femme française. Au cours des 28 jours suivants, 83% de la population européenne a été infectée. Le virus devient une pandémie mondiale lorsqu’il atteint finalement le Japon, les Philippines et les États-Unis. Six mois plus tard, le virus zombie a anéanti 90% de la population des États-Unis.
Dans le présent, un trio de survivants descend d’une cabane pour se rendre dans une petite ville, à la recherche de nourriture et de nouvelles des survivants. Ramona (Taryn Manning), Billie (Eddie Steeples) et Kevin (Gerald Webb) saccagent un garage de réparation automobile lorsque le bruit attire une horde de zombies qui les attaque. Kevin est encerclé et mordu avant qu’un autre groupe de survivants, composé de Henry (Ving Rhames), Julian (Johnny Pacar), Cassie (Lesley-Ann Brandt) et Mack (Gary Weeks), n’intervienne et n’arrête les zombies. Kevin, mordu et transformé en zombie, est achevé par Cassie. Le groupe décide de partir ensemble. Alors qu’ils voyagent, Mack révèle qu’ils se dirigent vers l’île Santa Catalina, censée être un camp de survivants.
Le groupe s’arrête dans un centre commercial et fait une descente dans un magasin de surf pour trouver des chaussures et des vêtements de protection. Ils sont attaqués par un zombie « coureur » qui attire un groupe de zombies plus lents. Cassie tue le coureur et ils s’échappent par l’arrière du magasin. Ce soir-là, ils se réfugient dans un restaurant et le groupe partage un dîner ensemble. Le lendemain, le groupe se dirige vers la « Human Safe Zone » du lycée. Ils trouvent l’intérieur jonché de cadavres mais aucune personne en vie. Dans la salle de sport, ils découvrent des lits vides et se rendent compte que l’endroit a été abandonné. Alors qu’ils fouillent le gymnase, il est soudainement envahi de zombies qui affluent de plusieurs portes. Dans la mêlée, Ramona est séparée du groupe et Billie est encerclée et mordue. Le groupe trouve Ramona dans les douches et lui parle de ce qui est arrivé à Billie.
Après avoir quitté l’école, le groupe prend un raccourci à travers un petit quartier résidentiel et trouve une maison en feu. Alors que Mack est sur le point d’être rattrapé par un zombie, une flèche frappe le zombie, et un homme avec un arc rejoint Mack. L’homme emmène Mack, Julian et Ramona avec lui. Henry et Cassie sont séparés des autres et s’enfuient seuls. Dans un refuge voisin, les archers se présentent comme Myrah, Brockton (Robert Blanche) et Sarah (Anya Monzikova). Ils se concertent tous pour décider d’un itinéraire afin de se rendre au ferry pour Santa Catalina. Mack veut retourner chercher Henry et Cassie mais Brockton refuse. Ils décident de suivre la route d’origine qu’ils allaient prendre avec Henry et Cassie, dans l’espoir que tout le monde se retrouvera. 
Le lendemain, le groupe part à travers la ville. Julian s’arrête pour utiliser des toilettes mobiles et trouve un zombie caché à l’intérieur. Le groupe est encerclé et dans le chaos, Julian est mordu. Ils se cachent des zombies dans une camionnette et Julian révèle sa morsure à Mack. Il propose de se sacrifier comme diversion, mais commence à se transformer en zombie avant de pouvoir suivre son plan. Tout le groupe est obligé de le maintenir pendant que Mack lui brise le cou.
Pendant ce temps, Henry et Cassie voyagent seuls vers le quai du ferry. Ils décident de rester sur le chemin d’origine parce qu’ils savent où vont les autres. Ils rencontrent un poste militaire abandonné et y prennent des grenades. Cassie utilise une grenade pour tuer une meute de zombies qui les suivent. L’explosion est assez proche pour distraire les zombies entourant les autres dans la camionnette. Ils en profitent pour quitter le van et se diriger dans la direction opposée. L’explosion attire des hordes de zombies vers Henry et Cassie, qui se retrouvent piégés sur le toit d’un bâtiment. De cette hauteur, ils aperçoivent Mack et les autres sur un toit voisin. Cassie et Henry s’échappent du toit et rejoignent le groupe de Mack. Le groupe réunifié est poursuivi par les zombies à travers les rues menant vers les quais. Sur les quais, ils trouvent un panneau sur le ferry, des instructions pour la quarantaine, de la nourriture et de l’eau. Ils découvrent également des corps fraîchement tués qui ont été traînés. Le groupe est alors soudainement attaqué par une paire de tigres infectés. Brockton est tué et Henry est mordu. Henry supplie Cassie de l’achever et elle le fait. À la fin du film, les survivants attendent le ferry et Mack est montré en train d’écrire dans le journal de Julian. Dans la scène finale, le ferry s’approche et fait sonner sa corne de brume.

## Distribution
- Ving Rhames : Henry Everlen[1]
- Taryn Manning : Ramona
- Johnny Pacar : Julien
- Gary Weeks (en) : Mack
- Lesley-Ann Brandt : Cassie
- Eddie Steeples : Billy
- Robert Blanche : Brockton
- Lilan Bowden : Myrah
- Anya Monzikova : Sara
- Gerald Webb : Kevin Anderson

## Versions
The Asylum a sorti le film en Blu-ray le 27 décembre 2011. Bien que la qualité vidéo et audio ait été généralement bien reçue, les disques ont été critiqués pour avoir un défaut d’usine généralisé où le film buggait et sautait pendant la fin, et quelques-unes des fonctionnalités spéciales ne se chargeaient pas correctement. Bien que des plaintes aient été déposées auprès de The Asylum, les disques n’ont jamais été réparés et le stock de Blu-ray a été épuisé.

## Réception critique
Beyond Hollywood a qualifié le film de « étonnamment regardable » et riche en quantité de moments effrayants.
Scott Von Doviak de The A.V. Club l’a qualifié d'« ajout terne à la bibliothèque de bêtises, bon marché et ridicules, de The Asylum » et de « variation terne sur The Walking Dead ».
Paul Mount de Starburst l’a noté 6 étoiles sur 10 et l’a appelé « un film de zombies générique bon marché et joyeux » qui présente suffisamment de bonnes idées et de performances solides pour le rendre agréable.
Scott Foy de Dread Central l’a noté 2,5 étoiles sur 5 et l’a qualifié de « film de zombies plutôt routinier ».
Ian Jane de DVD Talk lui a attribué 2,5 étoiles étoiles sur 5 et a écrit : « 2012: Zombie Apocalypse ne va pas gagner de prix pour son originalité, mais il pourrait vous divertir suffisamment si vous recherchez un plaisir bon marché et loufoque. » 
Patrick Naugle de DVD Verdict l’a décrit comme « une collection de clichés sur les zombies et rien de plus ».